# Фінал чемпіонату світу з хокею 2017
Фінал чемпіонату світу з хокею 2017 — фінальний матч чемпіонату світу з хокею 2017 року, який пройшов у німецькому Кельні 21 травня 2017 на «Ланксесс-Арена».

## Передмова
Цей фінальний матч стане четвертим за ліком у протиборстві цих збірних з моменту зміни формату чемпіонату світу (відколи чемпіона світу визначають у фінальному матчі). 
Востаннє ці збірні в фіналах чемпіонату світу між собою зустрічались в 2004 році, канадці здобули перемогу 5:3, роком раніше також перемогу здобули хокеїсти «кленового листка» в овертаймі 3:2. Не стала винятком і фінальна серія 1997 року. Шведи здобули перемогу в першому матчі 3:2, канадці в двох наступних 3:1 та 2:1, відкривши лік третьому десятку титулів чемпіонів світу.

## Шлях до фіналу
| Команда   | І | В | ВО | ПО | П | Ш     | Очк |
| --------- | - | - | -- | -- | - | ----- | --- |
| Канада    | 7 | 6 | 0  | 1  | 0 | 32:10 | 19  |
| Швейцарія | 7 | 3 | 2  | 2  | 0 | 22:14 | 15  |
| Чехія     | 7 | 3 | 2  | 0  | 2 | 23:14 | 13  |
| Фінляндія | 7 | 2 | 2  | 1  | 2 | 20:22 | 11  |
| Франція   | 7 | 2 | 2  | 0  | 3 | 23:19 | 10  |
| Норвегія  | 7 | 2 | 0  | 2  | 3 | 13:19 | 8   |
| Білорусь  | 7 | 2 | 0  | 1  | 4 | 15:27 | 7   |
| Словенія  | 7 | 0 | 0  | 1  | 6 | 13:36 | 1   |

| Команда    | І | В | ВО | ПО | П | Ш     | Очк |
| ---------- | - | - | -- | -- | - | ----- | --- |
| США        | 7 | 6 | 0  | 0  | 1 | 31:14 | 18  |
| Росія      | 7 | 5 | 1  | 0  | 1 | 35:10 | 17  |
| Швеція     | 7 | 5 | 0  | 1  | 1 | 29:13 | 16  |
| Німеччина  | 7 | 2 | 2  | 1  | 2 | 20:23 | 11  |
| Латвія     | 7 | 3 | 0  | 1  | 3 | 14:18 | 10  |
| Данія      | 7 | 1 | 2  | 0  | 4 | 13:22 | 7   |
| Словаччина | 7 | 0 | 1  | 2  | 4 | 12:28 | 4   |
| Італія     | 7 | 0 | 0  | 1  | 6 | 6:32  | 1   |

## Матч
| 21 травня 2017 20:45 | Канада | 1 : 2 (Бул.) (0:0, 0:1, 1:0) ОТ (0:0) Бул. (0:2) | Швеція | «Ланксесс-Арена», Кельн Глядачів: 17,363 |

| Протокол                                                                  | Протокол       | Протокол                                                       | Протокол         | Протокол                                 |
| ------------------------------------------------------------------------- | -------------- | -------------------------------------------------------------- | ---------------- | ---------------------------------------- |
|                                                                           | Келвін Пікард  | Голкіпери                                                      | Генрік Лундквіст | Арбітри: Антонін Єржабек Даніель Штрікер |
| О'Райллі (Марнер, Мак-Кіннон) — 41:58 Мак-Кіннон Б. Пойнт О'Райллі Марнер | 0:1 1:1 Буліти | 39:39 — Гедман В. Нюландер Бекстрем Екман-Ларссон Г. Ландескуг |                  | Арбітри: Антонін Єржабек Даніель Штрікер |
| 10 хв.                                                                    | Вилучення      | 8 хв.                                                          |                  | Арбітри: Антонін Єржабек Даніель Штрікер |
| 43                                                                        | Кидки          | 42                                                             |                  | Арбітри: Антонін Єржабек Даніель Штрікер |

| Чемпіон світу 2017 |
| ------------------ |
| Швеція 10-й титул  |

## Галерея

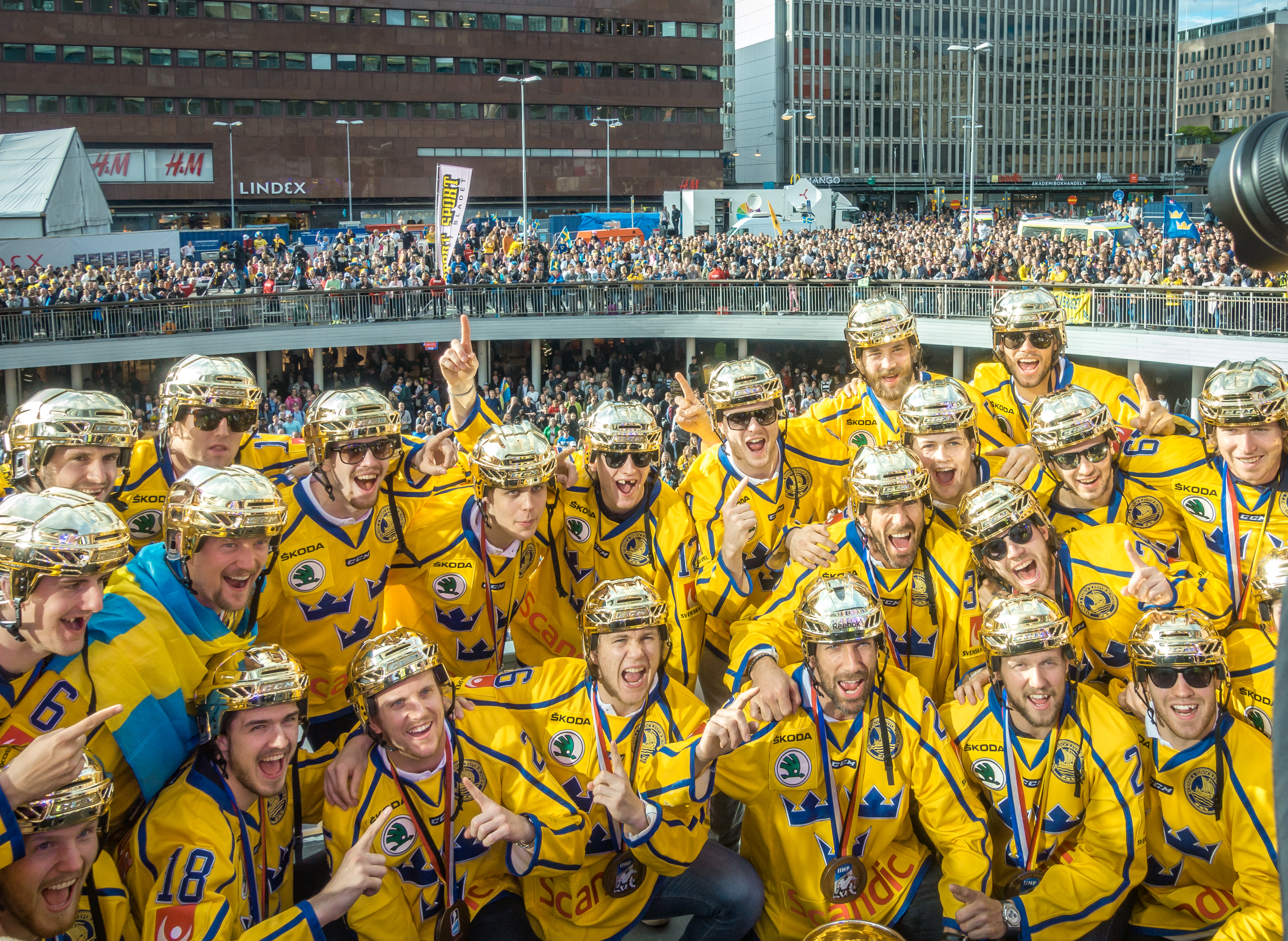
Переможці чемпіонату збірна Швеції
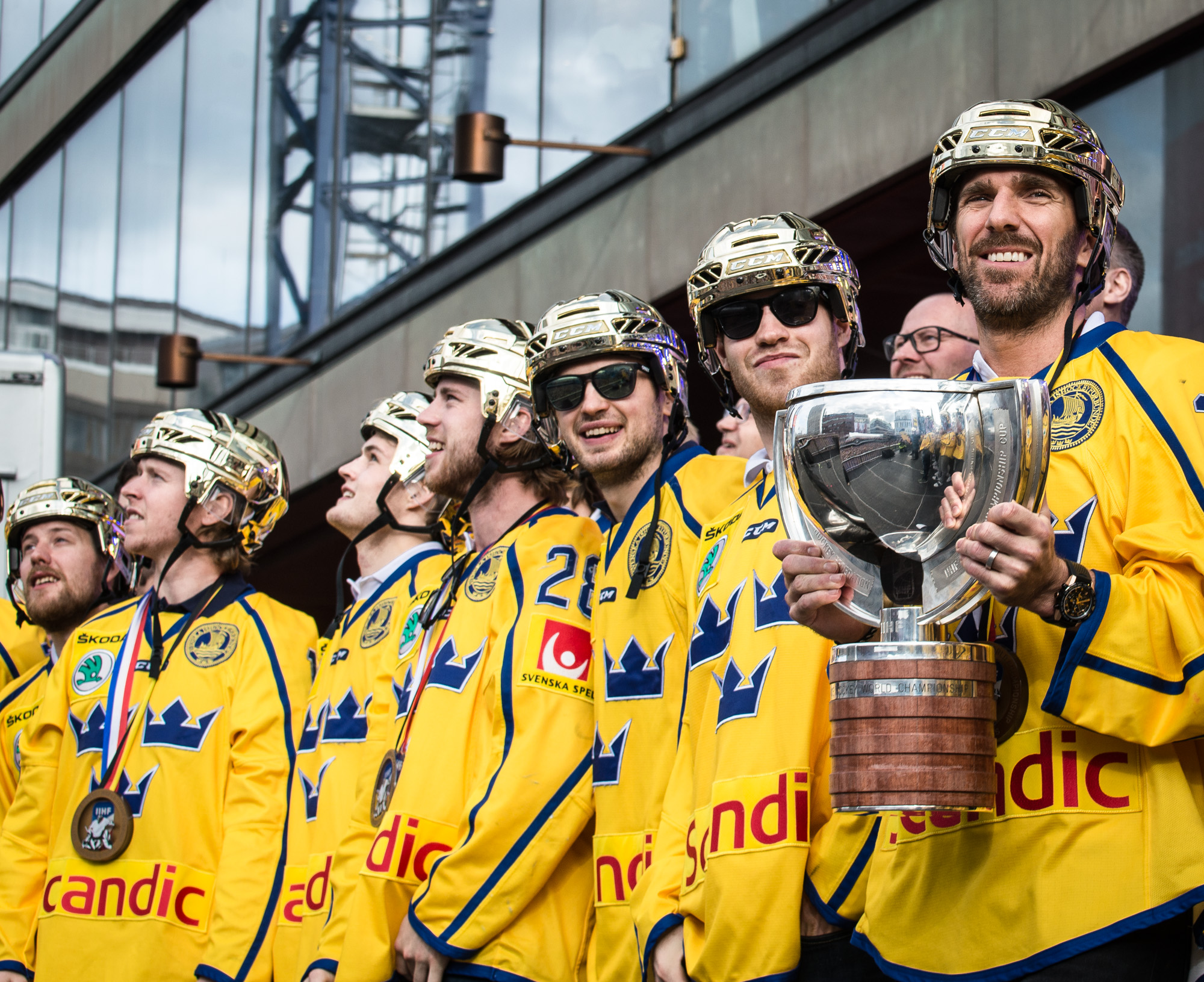
З Кубком переможців